# Blederija-Wasserfall
Der Blederija-Wasserfall (serbisch-kyrillisch Водопад Бледерије) befindet sich in den Serbischen Karpaten, an den zentral-östlichen Hängen des Berges Miroč im Osten von Serbien. Der Wasserfall wurde als geologische Sehenswürdigkeit unter staatlichen Schutz gestellt. Der Schutz umfasst verschiedene geologische Formationen am Wasserlauf des Baches Blederija, darunter auch Karstquellen und Höhlen.

## Lage
Der Wasserfall als zentrales Merkmal des Gebiets liegt vier Kilometer vom nächsten Dorf Reka, zwölf Kilometer von der Stadt Brza Palanka und 31 Kilometer vom Verwaltungssitz der Opština in Kladovo entfernt.

## Geografie
Der Bach Blederija entspringt in einer Höhe von 389 Metern aus vier Karstquellen auf dem Miroč. Diese sind fünf Meter voneinander entfernt. Eine Quelle hat eine Wassertemperatur um 8 °C, eine andere dagegen konstant 17 °C. Der Bach bildet in dem stark bewaldeten Gebiet mehrere Kaskaden, bevor er nach zwei Kilometern über den acht Meter hohen Blederija-Wasserfall fließt. Dabei fällt das Wasser wie ein Vorhang über die Stufe in ein wannenartiges, türkisfarbiges Becken. Bachabwärts durchfließt der Blederija einen weiteren, noch flacheren Teich und erreicht von dort nach mehreren Kaskaden das Tal.
In der Nähe des Wasserfalls und des früheren Ortes Grad gibt es mehrere Höhlen. Die größte ist die Sokolovica-Höhle, aus der der gleichnamige Bach entspringt. Sie liegt 2,5 Kilometer vom Wasserfall entfernt flussabwärts von Grad und ist nicht für Besucher zugänglich. Die Quelle in der Höhle ist intermittierend und hat die Form eines Brunnens.
Der Bach Blederija setzt sich in südöstlicher Richtung fort und nimmt stromabwärts der Ortschaft Grad die Bäche Sokolovica und Suvaja auf. Die Bäche haben eine kleine, malerische Kalksteinschlucht mit mehreren ausgeprägten Engstellen und Wasserfällen entstehen lassen. Seine Gesamtlänge beträgt nur 4,3 Kilometer. Nach Erreichen des Dorfes Reka fließt der Bach unter dem Namen Račka Reka (oder einfach Reka) weiter und mündet in Brza Palanka in die Donau. Der durchschnittliche Abfluss variiert stark. Während der katastrophalen Überschwemmungen in Südosteuropa 2014 überschwemmte der Bach sein unteres Tal und verursachte schwere Schäden. Bei normalem Wasserstand kann der Bach in einigen Abschnitten zu Fuß durchquert werden, es gibt jedoch auch mehrere kleine Brücken.

## Tiere und Pflanzen
Die umgebenden Wälder bestehen aus Rotbuchen (Fagus sylvatica), Hainbuchen (Carpinus betulus) und verschiedenen Eichenarten: Traubeneiche (Quercus petraea), Ungarische Eiche (Quercus frainetto) und Zerreiche (Quercus cerris). Es gibt 78 Arten von Heilpflanzen im Reservat.
Das Bachtal ist auch für seine hochwertige Honigproduktion bekannt. Die Umgebung ist reich an Tieren, insbesondere Hirschen und Wildschweinen. In der Nähe befinden sich zwei geschützte Jagdgebiete, Vratna und Ploče.

## Geschichte
Das Gebiet ist heute stark bewaldet und kaum besiedelt, aber in der Römerzeit bauten die Legionäre eine Straße durch dieses Tal, als Abkürzung zwischen den Donaustädten Donji Milanovac und Brza Palanka. Sie wurde von der römischen Armee benutzt, bis Kaiser Trajan die Straße durch das Eiserne Tor bauen ließ. Am Bach Blederija lag im Mittelalter eine Stadt, die heute als „Grad“ („Stadt“) bekannt ist.

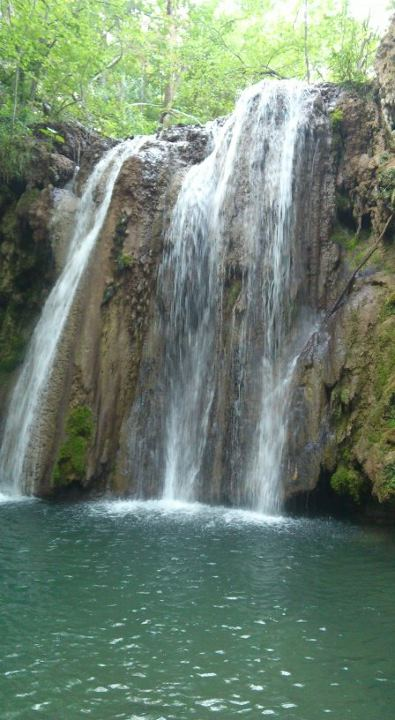
Blederija-Wasserfall

## Folklore
Nach der Volksmythologie baden unter dem Blederija-Wasserfall die Wasserfeen.

## Schutzstatus
Das Einzugsgebiet des Baches Blederija wurde im Dezember 2019 zum Naturdenkmal erklärt. Das Schutzgebiet umfasst die vier Quellen des Baches, ein natürliches Reservoir im unteren Teil des Flusstals, die Sokolovica-Quellhöhle, eine kleine Kalksteinschlucht und die Wasserkaskaden. Das Gebiet ist in die Schutzkategorie III eingestuft. Der gesamte geschützte Bereich umfasst 398,86 Hektar. Davon sind 237 Hektar in Privatbesitz.
Nördlich des Schutzgebiets liegt der erheblich größere Nationalpark Đerdap, der den nördlichen Teil des Berges Miroč und die lange Schlucht des Eisernen Tores der Donau umfasst.

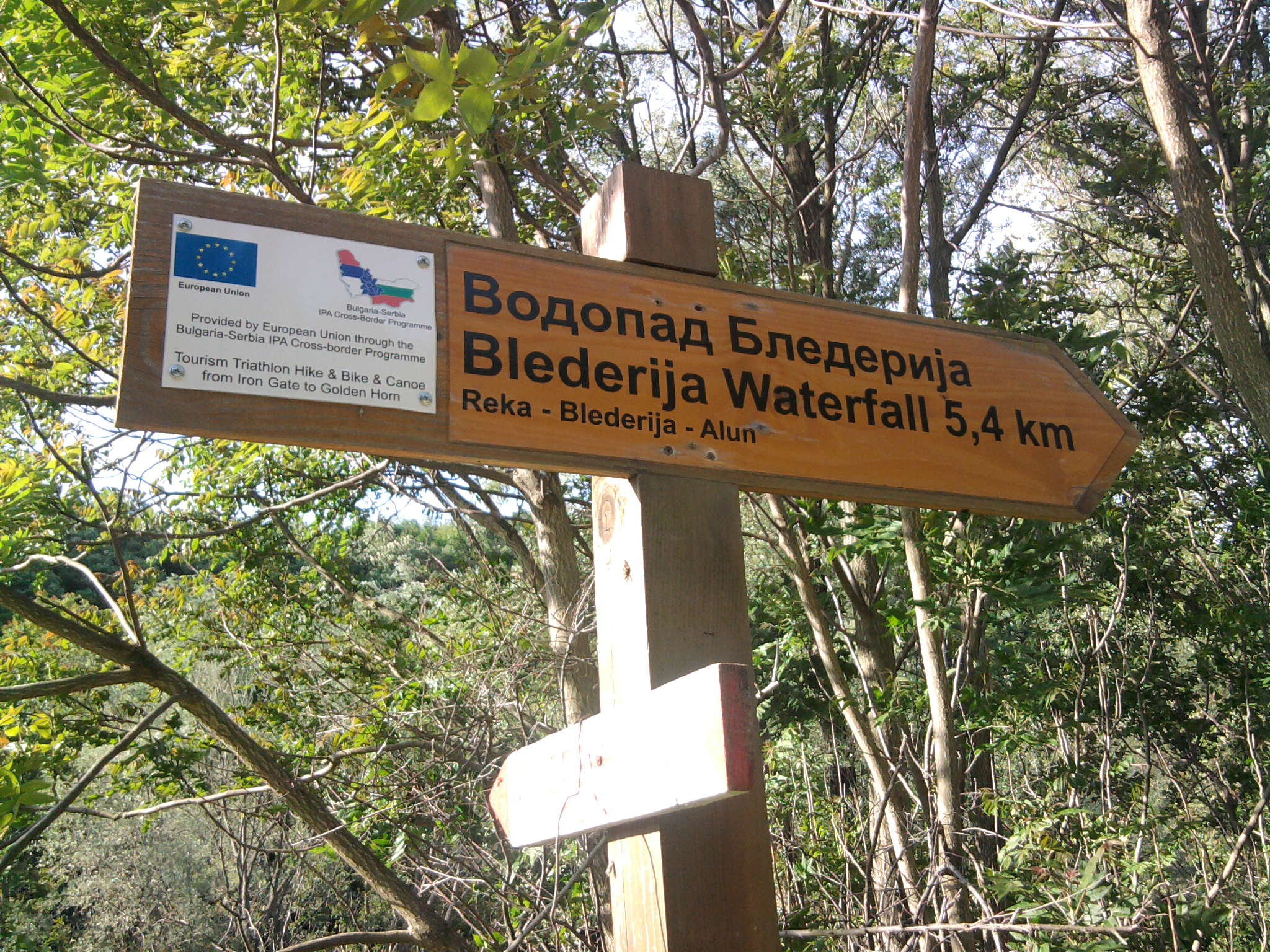
Wegweiser zum Blederija-Wasserfall

## Tourismus
Bis 2019 war der Blederija-Wasserfall außerhalb des Gebietes fast unbekannt und galt deshalb als „das bestgehütete Geheimnis von Đerdap“. Seit der Einrichtung des Naturschutzgebiets stieg die Zahl der Besucher. Es gibt Pläne für eine direkte Zufahrtsstraße zum Wasserfall, mit Beschilderung und Wachhaus. Umweltschützer befürchten, dass die Besucher das Gebiet mit Plastikflaschen und -tüten verunreinigen, und empfehlen deshalb, den Zugang zu beschränken.
Der Wasserfall liegt am serbischen Abschnitt des Europäischen Fernwanderwegs E4.